# Kōji Kakuta
Kōji Kakuta (jap. 角田幸司 Kōji Kakuta; ur. 11 października 1951) – japoński skoczek narciarski. Olimpijczyk (1976), uczestnik mistrzostw świata w lotach narciarskich (1975), mistrz Japonii na skoczni normalnej z 1975.

## Przebieg kariery
W latach 70. XX wieku Kakuta brał udział w wielu prestiżowych zawodach międzynarodowych. Stawał na podium konkursów Turnieju Norweskiego (zwycięstwo w Renie w 1974), Miyasama Games (3. w Sapporo 16 stycznia 1977) czy Konkursu Bożonarodzeniowego w Sankt Moritz (3. w 1974). Był też drugi w klasyfikacji końcowej Turnieju Norweskiego w 1974. Dwukrotnie startował w Turniej Czterech Skoczni, w pojedynczym konkursie plasując się najwyżej na 15. pozycji (6 stycznia 1975 w Bischofshofen). Swoje występy na arenie międzynarodowej zakończył startami w konkursach Pucharu Świata rozgrywanymi w Sapporo w sezonach 1979/1980 i 1980/1981, najlepszy wynik w tym cyklu notując w swoim debiucie (12 stycznia 1980 był 27.).
Wystartował w Zimowych Igrzyskach Olimpijskich 1976, biorąc udział tylko w konkursie indywidualnym na skoczni normalnej, w którym uplasował się na 29. pozycji (ex aequo z Finem Harrim Bluménem). Rok wcześniej wystartował w mistrzostwach świata w lotach narciarskich, zajmując w klasyfikacji końcowej tych zawodów 17. lokatę (w drugim dniu rywalizacji był 10.).
W 1975 został mistrzem Japonii na skoczni normalnej. Był związany z firmą Snow Brand Milk Products, będąc zawodnikiem jej zakładowego klubu sportowego.

## Zimowe igrzyska olimpijskie

### Indywidualnie
| 1976 Innsbruck | – | 29. miejsce (skocznia normalna) |

## Mistrzostwa świata w lotach narciarskich

### Indywidualnie
| 1975 Tauplitz/Bad Mitterndorf | – | 17. miejsce |

## Puchar Świata

### Miejsca w poszczególnych konkursachPucharu Świata
Do sezonu 1992/1993 obowiązywała inna punktacja za konkurs Pucharu Świata.
| Sezon 1979/1980                                                                        |                        |                        |               |               |         |              |             |             |          |          |              |              |              |             |           |              |       |       |       |      |         |         |                     |                     |        |        |        |        |        |        |        |        |        |        |        |        |        |        |        |        |        |        |
| Cortina d'Ampezzo                                                                      | Oberstdorf             | Garmisch-Partenkirchen | Innsbruck     | Bischofshofen | Sapporo | Sapporo      | Thunder Bay | Thunder Bay | Zakopane | Zakopane | Saint-Nizier | Saint-Nizier | Sankt Moritz | Gstaad      | Engelberg | Vikersund    | Lahti | Lahti | Falun | Oslo | Planica | Planica | Szczyrbskie Jezioro | Szczyrbskie Jezioro | punkty |        |        |        |        |        |        |        |        |        |        |        |        |        |        |        |        |        |
| -                                                                                      | -                      | -                      | -             | -             | 27      | 38           | -           | -           | -        | -        | -            | -            | -            | -           | -         | -            | -     | -     | -     | -    | -       | -       | -                   | -                   | 0      |        |        |        |        |        |        |        |        |        |        |        |        |        |        |        |        |        |
| Sezon 1980/1981                                                                        |                        |                        |               |               |         |              |             |             |          |          |              |              |              |             |           |              |       |       |       |      |         |         |                     |                     |        |        |        |        |        |        |        |        |        |        |        |        |        |        |        |        |        |        |
| Oberstdorf                                                                             | Garmisch-Partenkirchen | Innsbruck              | Bischofshofen | Harrachov     | Liberec | Sankt Moritz | Gstaad      | Engelberg   | Ironwood | Ironwood | Sapporo      | Sapporo      | Thunder Bay  | Thunder Bay | Chamonix  | Saint-Nizier | Lahti | Lahti | Falun | Oslo | Bærum   | Planica | Planica             | punkty              | punkty | punkty | punkty | punkty | punkty | punkty | punkty | punkty | punkty | punkty | punkty | punkty | punkty | punkty | punkty | punkty | punkty | punkty |
| -                                                                                      | -                      | -                      | -             | -             | -       | -            | -           | -           | -        | -        | -            | 47           | 54           | -           | -         | -            | -     | -     | -     | -    | -       | -       | -                   | 0                   | 0      | 0      | 0      | 0      | 0      | 0      | 0      | 0      | 0      | 0      | 0      | 0      | 0      | 0      | 0      | 0      | 0      | 0      |
| Legenda                                                                                |                        |                        |               |               |         |              |             |             |          |          |              |              |              |             |           |              |       |       |       |      |         |         |                     |                     |        |        |        |        |        |        |        |        |        |        |        |        |        |        |        |        |        |        |
| 1 2 3 4-10 11-15 poniżej 15 - – zawodnik nie wystartował lub zajął miejsce poniżej 15. |                        |                        |               |               |         |              |             |             |          |          |              |              |              |             |           |              |       |       |       |      |         |         |                     |                     |        |        |        |        |        |        |        |        |        |        |        |        |        |        |        |        |        |        |